# San Justo (Zamora)
San Justo ist ein nordwestspanischer Ort und eine Gemeinde (municipio) mit 215 Einwohnern (Stand: 2024) im Osten der Provinz Zamora der Autonomen Gemeinschaft Kastilien-León. Die Gemeinde besteht neben dem Hauptort San Justo aus den Ortschaften Barrio de Rábano, Coso, Rábano de Sanabria, Rozas und San Ciprián.

## Lage
San Justo liegt in der kastilischen Hochebene in einer Höhe von etwa 1060 m. Die Provinzhauptstadt Zamora ist etwa 115 Kilometer (Fahrtstrecke) in südöstlicher Richtung entfernt. Das Klima im Winter ist durchaus kalt, im Sommer dagegen warm bis heiß, Regen (1058 mm/Jahr) fällt verteilt übers ganze Jahr.

## Bevölkerungsentwicklung
| Jahr      | 1970 | 1981 | 1991 | 2001 | 2011 | 2021 |
| Einwohner | 929  | 582  | 366  | 368  | 283  | 197  |

## Sehenswürdigkeiten

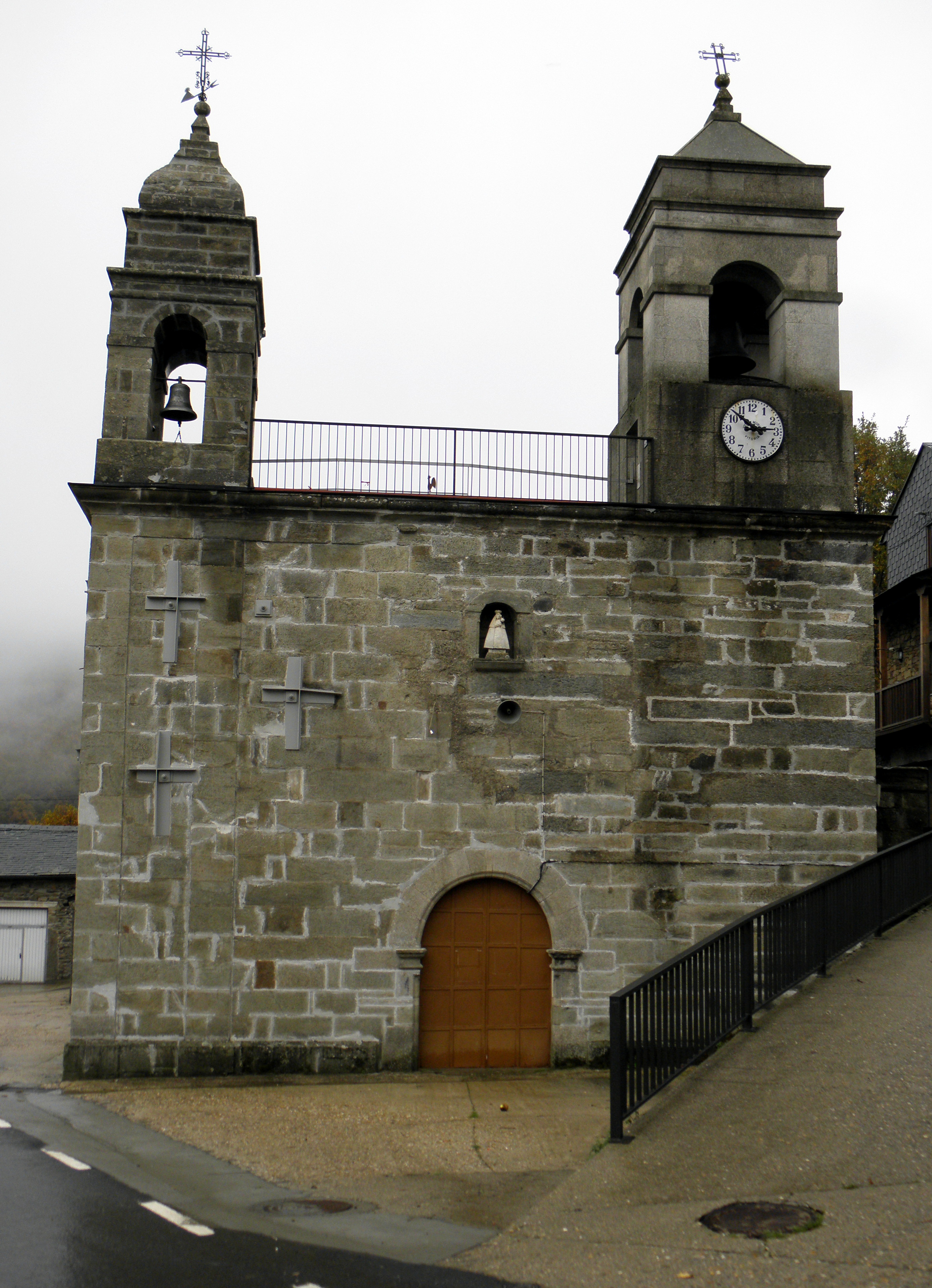
Cyprianuskirche

- Cyprianuskirche